# Nawla
Nawla – osiedle typu miejskiego w Rosji, w obwodzie briańskim. W 2010 roku liczyło 14 361 mieszkańców.